# Từ Đạt
Từ Đạt (chữ Hán: 徐達; 1332-1385), tự Thiên Đức, là danh tướng và là khai quốc công thần đời nhà Minh. Là một trong 18 anh em kết nghĩa của Chu Nguyên Chương khi bắt đầu lập nghiệp. Từ Đạt cùng với Thang Hòa, Thường Ngộ Xuân là những người có công lớn nhất giúp Chu Nguyên Chương lập lên nhà Minh sau khi đánh bại nhà Nguyên vào năm 1368. 
Từ Đạt sinh ra tại Từ Châu, nay là huyện Hòa. Ông có công lao lớn và lại là anh em kết nghĩa với Chu Nguyên Chương. Sau khi thống nhất Trung Quốc lên ngôi hoàng đế, Chu Nguyên Chương đã sát hại nhiều công thần, vì Từ Đạt qua đời đột ngột nên có những nghi vấn là Chu Nguyên Chương đã ép ông tự vẫn. Ông là cha vợ Minh Thành Tổ, và là ông ngoại Minh Nhân Tông. Nhờ công lao đánh đuổi người Mông Cổ và mở rộng bờ cõi về phía bắc cho nhà Minh, Từ Đạt được xem như là một trong các đại danh tướng của Trung Hoa phong kiến, xếp ngang hàng với các vị tướng như Bạch Khởi, Hàn Tín, Vệ Thanh và Lý Tĩnh.

## Sự nghiệp
Năm 1353, Từ Đạt tham gia khởi nghĩa Hồng Cân và phục vụ dưới quyền Chu Nguyên Chương, một thủ lĩnh nghĩa quân đương thời. Từ Đạt đã giúp Chu Nguyên Chương đánh bại hầu hết các đối thủ như Trần Hữu Lượng, Trương Sĩ Thành,... để lập nên cơ nghiệp nhà Minh. Năm 1368, Chu Nguyên Chương lên ngôi ở Nam Kinh, tức là vua Minh Thái Tổ, lấy hiệu là Hồng Vũ, đặt quốc hiệu là Đại Minh, phong cho Từ Đạt làm Đại tướng quân, tước Ngụy quốc công. Năm Hồng Vũ thứ 2 (1369), Từ Đạt cùng các tướng khác như Thường Ngộ Xuân, Lý Văn Trung, Lam Ngọc dẫn 25 vạn đại quân bắc phạt đánh thẳng vào Đại Đô nhà Nguyên, ép vua Nguyên Huệ Tông phải chạy về thảo nguyên phía bắc, lập ra nhà Bắc Nguyên.
Từ Đạt dẫn đại quân đuổi theo tàn quân Mông Cổ, trên đường truy kích đã gặp được Lý Thành Quế, tức là vua Triều Tiên Thái Tổ - vua khai quốc của nhà Triều Tiên, người được lệnh của quân Mông Cổ phải đánh chặn Từ Đạt. Sự hiện diện của Từ Đạt khiến tướng lĩnh Triều Tiên hoảng sợ, thay vào đó họ đã liên minh với quân Minh. Sau đó Từ Đạt tiếp tục dẫn quân vào thảo nguyên Mông Cổ, tiêu diệt các lực lượng cứu viện của Mông Cổ, đánh vào thủ đô Mông Cổ là Karakorum, bắt sống hàng ngàn quý tộc Mông Cổ vào năm 1370. Quân của Từ Đạt đã tiến vào Transbaikalia (Ngoại Baikal) và tiến xa hơn về phía bắc mà chưa có đội quân nào của Trung Quốc trước đó từng làm được.
Về Từ Đạt, tuy danh vọng đã đến tột cùng nhưng trong đời sống thường ngày ông luôn giữ được sự thanh bạch: xa lánh những kẻ xu phụ, lắng tai nghe những lời hay; việc tề gia, trị quốc có thể xem là mẫu mực và khó ai học được. Ông như viên ngọc tỏa sáng giữa đời và điều ấy đã làm không ít kẻ trong triều ghen ghét, cả Chu Nguyên Chương cũng thấy e dè, để ý. Tất cả điều ấy Từ Đạt đều biết và càng thận trọng giữ mình. Từ ấy, ân sủng của Chu Nguyên Chương đối với Từ Đạt cũng bắt đầu nhuốm màu sắc khác.
Chuyện kể rằng, có lần Chu Nguyên Chương đến thăm nhà Từ Đạt, thấy cảnh đạm bạc nhà vua bèn bảo: “Đại tướng quân chinh chiến mấy mươi năm, công trạng, lao khổ đã nhiều mà chưa từng dược phút nghỉ ngơi. Trẫm muốn đem chỗ ở cũ ban cho để ái khanh có thể đến đó mà an hưởng niềm vui của thiên luân.” Chỗ ở cũ mà nhà vua nói đó chính là Ngô Vương Phủ nguy nga bậc nhất Kim Lăng. Từ Đạt nghe xong thì lạy tạ mà từ chối.
Ít hôm sau, vua cho mời Từ Đạt đến Ngô Vương Phủ dự yến và chuốc rượu thật say, sau đó đưa lên giường vua để ngủ, ý đặt Từ Đạt vào chuyện đã rồi để không thể chối từ ân điển. Đến lúc tỉnh cơn say, Từ Đạt đã vội vàng tụt khỏi giường sụp lạy và luôn mồm “Thần đáng chết! Thần đáng chết!” Chu Nguyên Chương thấy vậy rất vui, bèn bỏ ý định tặng Ngô Vương Phủ và cho xây một dinh cơ mới ban cho Từ Đạt đồng thời tự tay ông viết lên tấm hoành phi ba chữ “Đại Công Phường” để treo trước cửa dinh. Từ Đạt thụ ân mà lòng càng thêm canh cánh. Còn Chu Nguyên Chương khi ân tứ cho Từ Đạt chẳng biết lòng có thật sự vui không?
Minh Thái Tổ lúc đó muốn lấy lòng Từ Đạt nên đã lấy con gái lớn của ông gả cho con trai thứ tư của mình là Yên Vương Chu Đệ, tức là vua Minh Thành Tổ sau này. Từ Đạt sau đó được phái trấn thủ phía bắc, con rể ông Chu Đệ khi tiếp nhận phiên quốc của mình đã cùng ông xây dựng lại thành Bắc Bình (thành Bắc Kinh sau này). Minh Thái Tổ sợ Từ Đạt làm phản nên sau đó đã bắt ông giao lại binh quyền cho Chu Đệ và buộc ông phải trở về Nam Kinh.
Từ Đạt mất vào năm 1385 và cái chết của ông làm dấy lên nhiều nghi vấn. Từ Đạt vốn không bị buộc tội mưu phản, trong khi các tướng lĩnh khai quốc của nhà Minh (ngoại trừ Thường Ngộ Xuân chết sớm trước tuổi 40) thì hầu hết đều bị Minh Thái Tổ tru diệt chín họ với tội danh mưu phản. Tương truyền nói rằng Từ Đạt bị bệnh, thầy thuốc nói rằng phải kiêng món ngỗng. Minh Thái Tổ nghe vậy liền cho người đem một con ngỗng quay đến cho Từ Đạt, buộc ông ăn hết và chứng kiến ông chết. Cũng có thuyết nói rằng khi thấy vua tặng cho con ngỗng quay làm thức ăn, Từ Đạt đã hiểu ý vua và uống thuốc độc tự sát chết, giống như chuyện Tào Tháo giết Tuân Úc năm nào. Bấy giờ Từ Đạt mới 54 tuổi. Tuy nhiên đây chỉ là truyền thuyết, vẫn chưa chứng minh được.
Từ Đạt mất đi, Minh Thái Tổ truy tặng cho ông tước vị Trung Sơn quận vương, con trai trưởng ông là Từ Huy Tổ tập tước Ngụy quốc công. Tuy nhiên vào loạn Tĩnh Nan do Chu Đệ phát động nhằm chiếm ngôi của người cháu là Chu Doãn Văn, tức là vua Minh Huệ Đế, Từ Huy Tổ đứng về phe Huệ Đế, cầm quân ra trận chống lại Chu Đệ nhưng thua trận nên tự sát. Người con trai thứ của Từ Đạt là Từ Tăng Thọ vốn theo phò Chu Đệ lúc Từ Đạt còn sống, sau khi cướp được ngai vàng Chu Đệ đã phong cho Từ Tăng Thọ làm Định quốc công. Người con trai út của Từ Đạt là Từ Hữu Trinh được Chu Đệ cho tập tước Ngụy quốc công và giao cho nhiệm vụ đời đời thay mặt nhà vua trấn thủ Nam Kinh. Nhà họ Từ một môn có hai vị quốc công, khắp triều nhà Minh hiển quý không ai bằng chính là hình tượng của hai phủ Ninh quốc công và Vinh quốc công trong tiểu thuyết Hồng lâu mộng của Tào Tuyết Cần.

## Tiểu thuyết hóa
Từ Đạt trong tiểu thuyết Ỷ Thiên Đồ Long ký của Kim Dung là một giáo đồ của Minh giáo và là huynh đệ thân thiết của Chu Nguyên Chương. Sau khi bí mật trong Ỷ Thiên kiếm và Đồ Long đao được làm sáng tỏ, Trương Vô Kỵ đã đem binh pháp của Nhạc Phi - tức là Vũ Mục di thư (vốn giấu trong cây đao) giao cho Từ Đạt. Nhờ vậy ông đã trở thành danh tướng một thời.